# Willis Avenue Station
La Willis Avenue Station es una planta de producción de vapor utilizada en el sistema de calefacción de vapor del distrito de Detroit, Míchigan. La planta está ubicada en 50 West Willis Street, cerca de Woodward Avenue, en el centro del Midtown. Construido y propiedad de Detroit Edison Company, fue incluido en el Registro Nacional de Lugares Históricos en 1997. Es uno de los edificios más significativos del Distrito Histórico Willis-Selden.

## Historia
Detroit Edison se organizó en 1903 para construir y operar plantas eléctricas en Detroit. La estación Willis Avenue fue la primera subestación de energía de vapor utilizada por Detroit Edison para la producción de calor a vapor. Otras tres plantas sirven al distrito de calefacción central de Detroit.
Cuando la planta se puso en funcionamiento por primera vez en 1904, había 910 m de red eléctrica instalados, que prestaban servicio a solo 12 clientes. Durante el verano de ese año, se construyeron 3,000 m adicionales de tuberías principales y la infraestructura se incrementó con el paso de los años. A mediados de la década de 1940, había 68 km de tuberías subterráneas y prestaban servicio a aproximadamente 1.650 clientes. Durante ese tiempo, la planta Willis Avenue fue actualizada y modificada en numerosas ocasiones para satisfacer las necesidades de calefacción de la comunidad, especialmente entre 1916-1927. La estación continúa sirviendo al área de inspección de Cass Farm.